# 로버트 칼라일
로버트 칼라일(Robert Carlyle, OBE, 1961년 4월 14일 ~ )은 스코틀랜드의 배우이다.

## 출연 작품
- 007 언리미티드
- 트레인스포팅
- 풀 몬티
- 비치
- 안젤라스 애쉬스
- 원스 어폰 어 타임 5
- 라자루스 라이징
- T2: 트레인스포팅 2
- 예스터데이

## 서훈
- 1999년 대영 제국 훈장 4등급(OBE) 수훈[1]